# 德羅京齊
48°6′18″N 22°59′13″E / 48.10500°N 22.98694°E
德羅京齊（烏克蘭語：Дротинці），是烏克蘭西部的村莊，隸屬外喀爾巴阡州的貝雷霍韋區。該村始建於1251年，面積5.43平方公里，海拔高度128米，2001年人口2,000，人口密度每平方公里370人。